# 坂本欣弘
坂本 欣弘（さかもと よしひろ、1986年4月1日 - ）は、日本の映画監督。富山県富山市出身・在住。

## 来歴
富山市立奥田中学校、富山県立富山商業高等学校を経て拓殖大学を卒業。
高校在学中はバスケットボール部キャプテンとして全国大会の出場経験を持つ。大学卒業後も富山県成年男子の選手として2012年に行われた第67回国民体育大会 「ぎふ清流国体」に出場、全国ベスト16。
大学卒業の後、映画監督の富樫森や呉美保の作品に演出部として参加。
2011年に映像制作会社を立ち上げて、映画・CMの制作を手掛ける。
2014年春から制作を開始し故郷・富山で撮影した長編映画デビュー作『真白の恋』はさまざまな映画祭に出品され、なら国際映画祭2016のインターナショナルコンペティション部門において1700作品の中から観客賞を受賞、福井映画祭11THの長編部門においてグランプリを受賞。制作開始から3年をかけて2017年2月に全国公開され、2018年3月に第32回高崎映画祭の新進監督グランプリを受賞した。

## 作品
- 『真白の恋』（2017年2月25日、エレファントハウス）
- 『もみの家』（2020年3月20日、ビターズ・エンド）

## 受賞歴
- 第32回高崎映画祭 新進監督グランプリ（『真白の恋』）